# Perković
Perković je naselje u Šibensko-kninskoj županiji, a administrativno pripada gradu Šibeniku. 

## Zemljopisni položaj
Perkoviću pripada krug naselja oko željezničkog kolodvora Perković, a to su još: Sitno Donje,Slivno i Mravnica. 
Naselje Perković obuhvaća dva sela: Perkovići i Mrdeže, a pripadaju katastarskoj općini Slivno.

### Perkovići
Perković je udaljen od željezničke postaje Perković oko 1,2 km. Sama željeznička postaja se nalazi u sklopu katastarske općine i naselja Sitno Donje. Naselje Perković zanimljivo je i po tome što je podijeljeno i na zaseok Perkovići, Matići, Mrdeže i Podnjive. 
Selo Perkovići leži na jugoistočnim padinama brdašca Srdašce (298 m), a sučelice selu s južne strane je Mravnik (503m), a s istočne strane Trovro (485 m).
Dolazeći vlakom iz Šibenika,Perković  se nalaze s lijeve strane pruge kada se, nakon Košava i Laduša, između Mravnika i Srdašca izbije u udolinu nadomak postaji Perković.
Cestovnim putem u Perković stiže se ili preko Danila i Slivna, ili preko Vrpolja i Ripišta kroz Banov klanac.
U Perkoviću su se formirale tri cjeline: Selo, Matići i Podnjive. Selo je najstariji, jugozapadni dio sela. Matići (tog prezimena tu nema) su smješteni na padini Srdašca, da bi blago bilo bliže brdu, a što više zemlje ostalo za krčenje i obradu. Podnjive su novi dio sela, ispod polja oko seoske gusterne i starog nogometnog igrališta, uz cestu od željezničke postaje Perković, koja preko Mravničke rampe vodi za Mravnicu i Primorski Dolac, prema Splitu. U Podnjivama su kuće mladih obitelji, a oko gusterne su i sportski tereni (nogometno i košarkaško igralište i balotana). Gusterna je izgrađena 11. rujna 1911., što se i danas može pročitati uklesano u kamenu ispred česme.
Na Srdašcu su predjeli: Umac, Umčina,Krstin Dub, Peavac, Klančac, Zeljar, Privije, Potajuše, Vidogradine(Gluvčova greda) i drugi. Ispod Vinogradina nalazi se Špilja u narodu poznatija kao Pećina. Ima dva ulaza, a na zidu ispred većeg ulaza u kamenu je udubljenje, za koje legenda kaže da su to naćve u kojima su vile mijesile kruh. Na padini Srdašca prema lokvi Stavožer je jama Zvekača, za koju se priča da je podzemnim kanalima
povezana s morem.
S južne strane pruge, ispod Sela, su Klačine gdje su talijanske barake, prema Mravniku je Katunište, uz put za Mravnicu su Gnjojevi i Lužine, gdje su vrtli i vinogradi. Nasuprot Stupa(Stupina), koji su na Mravničkoj strani, preko pruge su Grebine ispod Crnog vrva.
O nazivima obiteljskih loza u selu Perković
Poradi mlađih naraštaja i svih koji su rodbinski vezani za Perković,a ne žive u njemu,mišljenja sam kako je lijepo i korisno spomenuti nadimke pojedinih obiteljskih loza u selu Perković koji datiraju još od davnina te ponešto spomenuti o svakoj od tih loza. U selu Perković tako,pored gore nabrojenih cjelina Selo,Matići i Podnjive, postoje i tzv.lokalne mikrocjeline ili Loze koje su dobile naziv prema zapamćenim imenima najstarijih stanovnika(predstavnika) pojedinih obiteljskih loza ili prema određenom nadimku nekog potomka.Tako postoje:
-Loza Tomurnov"ći(Tomurnovići),
Dobili naziv prema Tomi Perkoviću(1808. – 1880.) koji je bio sin Pavla i Ike Perković
-Loza Joslov"ći(Joslovići)
Naziv im potječe od Josipa(Jose) Perkovića(1841. – 1918.)sin Vranje(Frane) Perkovića i Tomice od Radnića
-Loza Matići,
Dobili su naziv prema Matteu Percovichu (1793. – 1871.)... 
-Loza Ćućići(Ćutići), Jure Perković (1798. – 1874.)...
-Loza Špadnovći (Špadnovići),
U Špadnovića je živio Paško Špadina r.22. 1. 1885. -....? koji je bio na othranjenju kod Nikole Perkovića iz Vidove loze....
-Loza Tavelići,
U Tavelića je živi Michele Percovich, nn godina rođenja i smrti,a najstariji podatak o jednom od njegovih potomaka je sin Marko Perković(1821. – 1884.)....
-Loza Rokići, dobili naziv prema Roku Perkoviću(1809. – 1881.) sin Krste Perkovića ...
-Loza Krstići, dobilli naziv prema Krsti Perkoviću(1866. – 1923.) sin Paške Perkovića zvanog Paškić(1828. – 1905.)...
-Loza Kudići, najstariji zapis iz Kudića je Josip Joko Perković(1821. – 1898.) sin Cvitka Perkovića r.?
-Loza Vidova, U Vidovih je živio Vid Perković(1835. – 1908.) sin Marka Perkovića(1809.-?)
-Džajini, U Perkoviću također postoji i loza pokojnog Jakova Ercega zvanog Zorzo(1905. – 1986.) koji je potomak Mate Ercega(1841. – 1907.) sin Jure i Marije Erceg iz Slivna...
Sve ostalo detaljno i opširnije(oko 360 stranica),opisano je u skripti "Anagrafi sela Perković" ,koju još uvijek piše i priprema Vidomir Perković sin pok.Krste i Marijane Perković,iz loze Tomurnovića.

### Mrdeže
Mrdeže su prvi dio naselja Perković u koji se ulazi kada se cestom stiže iz pravca Šibenika, bilo preko Vrpolja i Ripišta pa kroz Banov klanac, bilo preko Danila i Slivna. Smješteni su s obje strane ceste, a od željezničke postaje Perković udaljeni su oko 600m.

## Stanovništvo
Prema popisu iz 2011. naselje je imalo 111 stanovnika.
| broj stanovnika |       |       | 89    | 108   | 93    | 107   |       | 209   | 190   | 192   | 182   | 170   | 142   | 146   | 115   | 111   | 103   |
|                 | 1857. | 1869. | 1880. | 1890. | 1900. | 1910. | 1921. | 1931. | 1948. | 1953. | 1961. | 1971. | 1981. | 1991. | 2001. | 2011. | 2021. |

## Povijesni pregled
Perković je do 1869. pripadao Slivnu.
Poimenice se u povijesnim vrelima prvi put javlja 1808. u spisima Mirovnog suda u Šibeniku o sukobima s mještanima Sitnog Donjeg oko pašnjaka u predjelu Trovro. U sukobima 1801. ranjen je lugar Jure Jakelić, a s njime su bili Jakov Arambašić, Nikola Arambašić i Jure Vranjić. Napali su ih Ivan Perković, Marko Perković, Jakov Perković, Ante Perković, Duje Perković, Bare Erceg i Šimun Crljen, a u pomoć su im pritekli Jure Papak, Jure Kundid i Mate Poljičak. Kapetan sela Sitno Donje Martin Rakić reč. Arambašić podnio je tužbu Tribunalu u Kninu. Sukob se nastavio, pa 1808. tužbu podnosi starješina općine Mandalina, koja počonje riječima: "Li abitanti di Percovich partinenza di questa comune...", iz čega vidimo da je Perković tada (Napoleonovo doba) pripadao općini Mandalina. 
Sljedeći put Perković nalazimo u ispravama prilikom izrade austrijskog katastra u Dalmaciji. U Uvodu Operata za poreznu općinu Slivno, u topografskom opisu, kao izdvojene grupe naselja, nabrajaju se: Mrdeže (Merdesa), Perković (Percovich), Stasa, Celić (Celich) i Crljen (Cerlien), koji svi zajedno čine selo koje nosi ime općine ("formano tutti assieme il villaggio, che porta lo stesso nome del comune"), tj. Slivno (Šibenik).
No, ono što je Perković "postavilo na kartu", jesu planovi i izgradnja željezničkih pruga u Dalmaciji 1870-ih godina. 
Naime, po nazivu željezničke postaje Perković, uobičajeno je da se i naselje oko postaje naziva Perković, iako ona nije na području naselja Perković, već naselja Sitno Donje.
Dana 30. travnja 1872. u Carevinskom vijeću u Beču usvojen je zakon o gradnji pruga u Dalmaciji. U njegovom članku 1. stoji: "Ovlašćuje se vlada da izvede željeznički spoj prugom ... iz Splita preko Perkovića i Drniša do Knina ... s odvojcima od Perkovića do Šibenika ...".
Pokazalo se da ranije zacrtanu trasu treba prilagoditi konfiguraciji terena, pa je pruga od Splita prema Drnišu izgrađena uglavnom kroz katastarsku općinu Sitno Donje, tako da je i postaja/stanica odakle ide odvojak za Šibenik, u cijelosti izgrađena na području Sitnog Donjeg.
Ali zbog toga ime postaje nije mijenjano. Carski zakoni nisu se lako mijenjali, a kako je ostalo u zakonu, tako je ostalo i u nazivu postaje.
Po nazivu postaje, koji je upisan u sve karte i zemljovide, uskoro i po nazivu pošte, kao Perković se uobičajeno naziva ne samo uži dio naselja Sitnog Donjeg oko postaje, već i šire - naselja koja joj gravitiraju: Perković, Slivno (Šibenik), Sitno Donje i Sitno.
Danas se čak i povijesna župa Sitnica/Sitno zove župa Perković, iako joj naselje Perković ne pripada. Perković i Slivno pripadaju župi Danilo, a župi Perković pripadaju Sitno Donje, Sitno i Bogdanovići.
Perković se kao samostalno naselje iskazuje od 1900.

## Podaci iz prošlosti

### Iz mletačkog katastra iz 1709,
U mletačkom popisu posjednika iz 1709. za Danilo sa Slivnom ima samo jedan Perković, Perković Pavao p. Mije. Njegova kućna zajednica imala je 22 člana, od čega 4 muška sposobna za oružje. U posjed su dobili oko 72.000 m2 zemlje. Od stoke su imali: jednog konja za jahanje i 9 tovarnih, volova 10, krava 10, teladi 10, a stoke sitnog zuba 100 komada.

### Izvod iz prvogpovoznog dobnika 1877.
c.k. (carsko-kraljevske) dalmatinske državne željeznice od dana otvaranja 4. listopada 1877. na relaciji Perković - Šibenik:
Vlak putnika (putnički vlak) broj 21 provozi u utorak, četvrtak, subotu i nedilju, a vlak punika broj 23 provozi u ponediljak, sridu, petak i subotu: IIa i IIIa razred:

Perković-Slivno ....7.38 ujutro ....6.07 popodne

Vrpolje         ...................8.27     "    ...........6.56     " 

Šibenik, dolazak...9.05   "    ...........7.34      "

## Crtice iz prošlosti

### Nevolje koje donosi pruga
Glavar Slivna Toma Celić p. Mate, zajedno s Paškom Perković p. Mate, u općinskom uredu u Šibeniku 7. kolovoza 1877. izjavljuje kako je prekinut put kojim su čobani prelazili na istočnu stranu pruge, a mještani išli na vodu na bunar koji je ostao u predjelu Lužine prema Mravnici. Osim toga nedostaje i put za Torine, pa prisutni Paško Perković ne može goniti ovce i goveda u svoju ogredu, bez pogibelji od željeznice. Njihovu molbenicu općina prosljeđuje mjerničkom glavaru gosp. Klemenčiću, jer nije zgodno seljanima biti bez tog puta.

### Ante Perković Tomin (1846. – 1932.) otvara obrt na stanici 1879.
Pojedini mještani brzo su uočili priliku za poneki posao vezan uz željeznicu. Tako Ante Perković Tomin iz Slivna zvani Antus (Perković je još u glavariji Slivno),koji je inače iz loze "Tomurnovići", već 8. srpnja 1879. traži dozvolu da nella sua baracca u Perkoviću može prodavati vino na malo i kruh. Uz molbu prilaže svjedodžbu o ćudorednosti u kojoj fra Jere Balić i glavar Jakov Erceg svjedoče da je Ante Perković Tomin iz Slivna na dobrom glasu i poštenju. Ujedno kažu kako je on već za vrijeme gradnje u Perkoviću prodavao kruh, vino, a ponekad i meso, i od toga živio. Držao je priličnu cijenu, jer je vino prodavao za 16 novčića po litri, dok je na kolodvoru činovnicima prodavao po 24, a drugima po 28 i 32 novčića po litri. Pokazao se vrlo pošten u prodaji, ne primajuć lupeštinu, niti u mlađeg kupujući bez znanja starješine. Uviđa se kako je ova prodaja potrebna, koliko radi putnika manjeg stepena, toliko i radi mišćanja koji rabotaju na željeznici.

### Dvije crtice o Mrdežama
- Dodine 1880. župnik Danila odgovara općini vrhu zdravlja i sposobnosti za rađu da je Frane Mrdeža u obe noge sakat i da za ijednu rađu nije sposoban, pa je bratu Anti poklonit na uzdržavanje. Interesantan je podatak iz priloženog obiteljskog stanja o njihovom pok. ocu Mrdeža Marku da je umro 1859., ali godina rođenja nije poznata budući je imenovani Mrdeža naselenik u ovoj župi. Kada se ovaj podatak poveže s podatkom da je u popisu posjednika u Slivnu 1709. navden Mrdeža Jure iz Petrova Polja, onda su to dobri podaci o porijeklu te loze.
- Godine 1905. gradski nadredar u Šibeniku Miho Sekulić podnio je prijavu u kojoj stoji: Dneva 19. lipnja t.g. u 6 sati uvečer, prolazeći službeno obalom, dođe k meni Jakov Friganović c.k. redarstveni poslovać i reče mi da su malo prije ispred kafane Faušta Petkovića sjedili neki mornar i neki civili. Jedna starica tuda je prolazila, zapitala je milostinju, a Ante Mrdeša p. Mate iz Slivna koji je tu sjedio rekao je starici da ide pitati Frane Josipa i zatim izgovorio uvriedljive rieči, te je uvredu opetovao više puta i upravio Frani Josipu; ove rieči da su čuli Bujas Vice p. Luke iz Doca, Fele Skoti čizmar, Ante Grubišić p. Vice i Ivan Aleksa p, Jose iz Šibenika. Po dokazu Friganovića, gorispomenutog Mrdešu uapsio i zatvorio. Kod njega sam našao for. 97,70m u novcu, jedan periš i kišobran, to sam oduzeo te predajem izvješćem.

## Šport
- MNK Croatia Perković

## Poznate osobe
- Luka Džanko, hrvatski general